# República Popular China en los Juegos Olímpicos de Vancouver 2010
La República Popular China estuvo representada en los Juegos Olímpicos de Vancouver 2010 por un total de 86 deportistas que compitieron en 10 deportes.
El portador de la bandera en la ceremonia de apertura fue el esquiador acrobático Han Xiaopeng.

## Medallistas
El equipo olímpico chino obtuvo las siguientes medallas:
| Nombre                                                | Deporte                              | Competición      |
| ----------------------------------------------------- | ------------------------------------ | ---------------- |
| Oro                                                   |                                      |                  |
| Shen Xue Zhao Hongbo                                  | Patinaje artístico                   | Parejas          |
| Wang Meng                                             | Patinaje de velocidad en pista corta | 500 m F          |
| Wang Meng                                             | Patinaje de velocidad en pista corta | 1000 m F         |
| Zhou Yang                                             | Patinaje de velocidad en pista corta | 1500 m F         |
| Sun Linlin Wang Meng Zhang Hui Zhou Yang              | Patinaje de velocidad en pista corta | Relevos 3000 m F |
| Plata                                                 |                                      |                  |
| Li Nina                                               | Esquí acrobático                     | Salto aéreo F    |
| Pang Qing Tong Jian                                   | Patinaje artístico                   | Parejas          |
| Bronce                                                |                                      |                  |
| Wang Bingyu Liu Yin Yue Qingshuang Zhou Yan Liu Jinli | Curling                              | Equipo F         |
| Guo Xinxin                                            | Esquí acrobático                     | Salto aéreo F    |
| Liu Zhongqing                                         | Esquí acrobático                     | Salto aéreo M    |
| Wang Beixing                                          | Patinaje de velocidad                | 500 m F          |